# Inés Sabanés Nadal
Inés Sabanés Nadal (Cubells, 24 de juny de 1953), llicenciada en Educació física, és una política espanyola.
Afiliada inicialment al Partit d'Acció Socialista i membre d'Esquerra Unida (IU) des de la seva constitució, va ser diputada per IU en la sisena legislatura de les Corts Generals per Madrid, regidora a l'Ajuntament de Madrid entre 1999 i 2007 i diputada de la vuitena legislatura de l'Assemblea de Madrid, en la qual va exercir la posició de portaveu parlamentària.
Sabanés, que el 2011 va abandonar IU i va ingressar el 2011 en el partit ecologista Equo, es va presentar com a número dos en les llistes d'aquesta formació per Madrid per a les eleccions generals de 2011. Des de finals de 2011 fins a 2016 va ser la coportaveu d'Equo Madrid, màxima responsabilitat d'aquesta federació.
Després de les eleccions municipals de 2015, a les quals Sabanés es va presentar dins de les llistes d'Ara Madrid, va ser escollida regidora i es va convertir en responsable de Medi Ambient i Mobilitat de la Junta de Govern de l'alcaldessa Manuela Carmena.